# 베갈타 센다이
베갈타 센다이(일본어: ベガルタ仙台 베가루타 센다이[*], Vegalta Sendai)는 일본 미야기현 센다이시를 연고로 하는 J리그 축구팀으로 명칭은 '직녀성'를 뜻하는 Vega와 '견우성'를 뜻하는 Altair의 합성어인데 이는 '센다이 칠석제' 중 견우와 직녀의 전설을 상징한다. 과거 량용기가 18시즌동안 뛰었던 팀이기도 하며 메인 홈 구장은 유아텍 스타디움 센다이이지만 부정기적으로 미야기 스타디움을 이용하기도 한다.

## 역사
1988년 '도호쿠 전기회사 축구부'가 전신이다. 1995년 JFL에 가맹하였고 1999년 J2리그로 승격한다. 2001년 J2리그 1위를 기록하여 도호쿠 지방 팀으로는 최초로 J1으로 승격하였으나 2003년 전·후기 통합 15위를 기록, J2리그로 다시 강등되었다. 2008년에 J2리그 3위를 기록하여 리그 교체전에 진출, 주빌로 이와타에게 패하여 잔류하였으나 이듬해 1위를 기록하여 7년 만에 J1으로 승격했고 2011년 동일본 대지진의 충격을 극복하고 선전하여, 요코하마 F. 마리노스를 골득실차로 꺾고 리그 4위를 기록(리그 최소실점-25)하였고 이듬해 산프레체 히로시마에 이어 2위에 올라 팀 역사상 최초로 AFC 챔피언스리그에 진출하게 되었다.
2018년 베갈타는 천황배에서 1위를 차지하여 우라와 레즈에게 컵을 졌다.

## 경기장

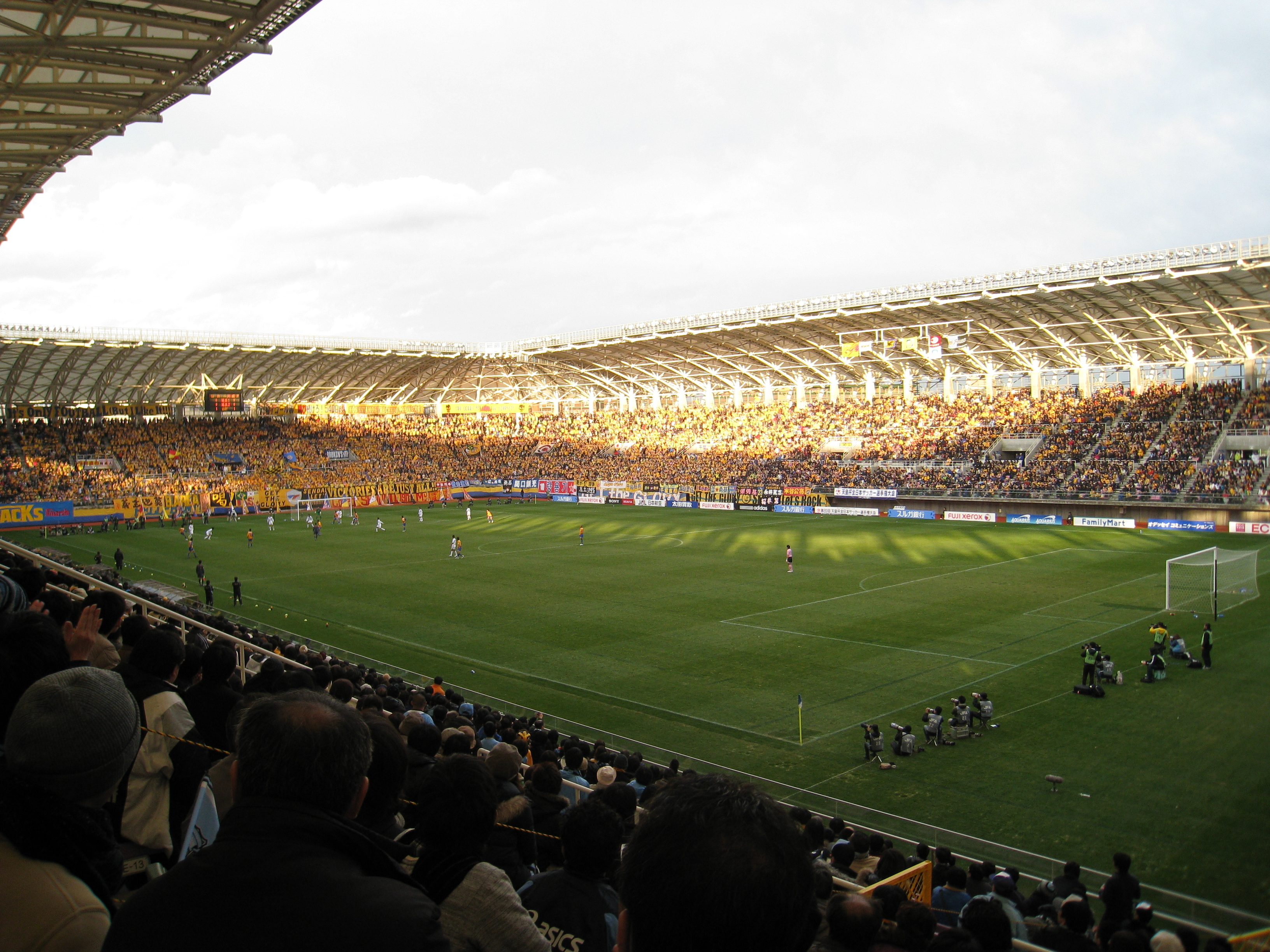
센다이 스타디움

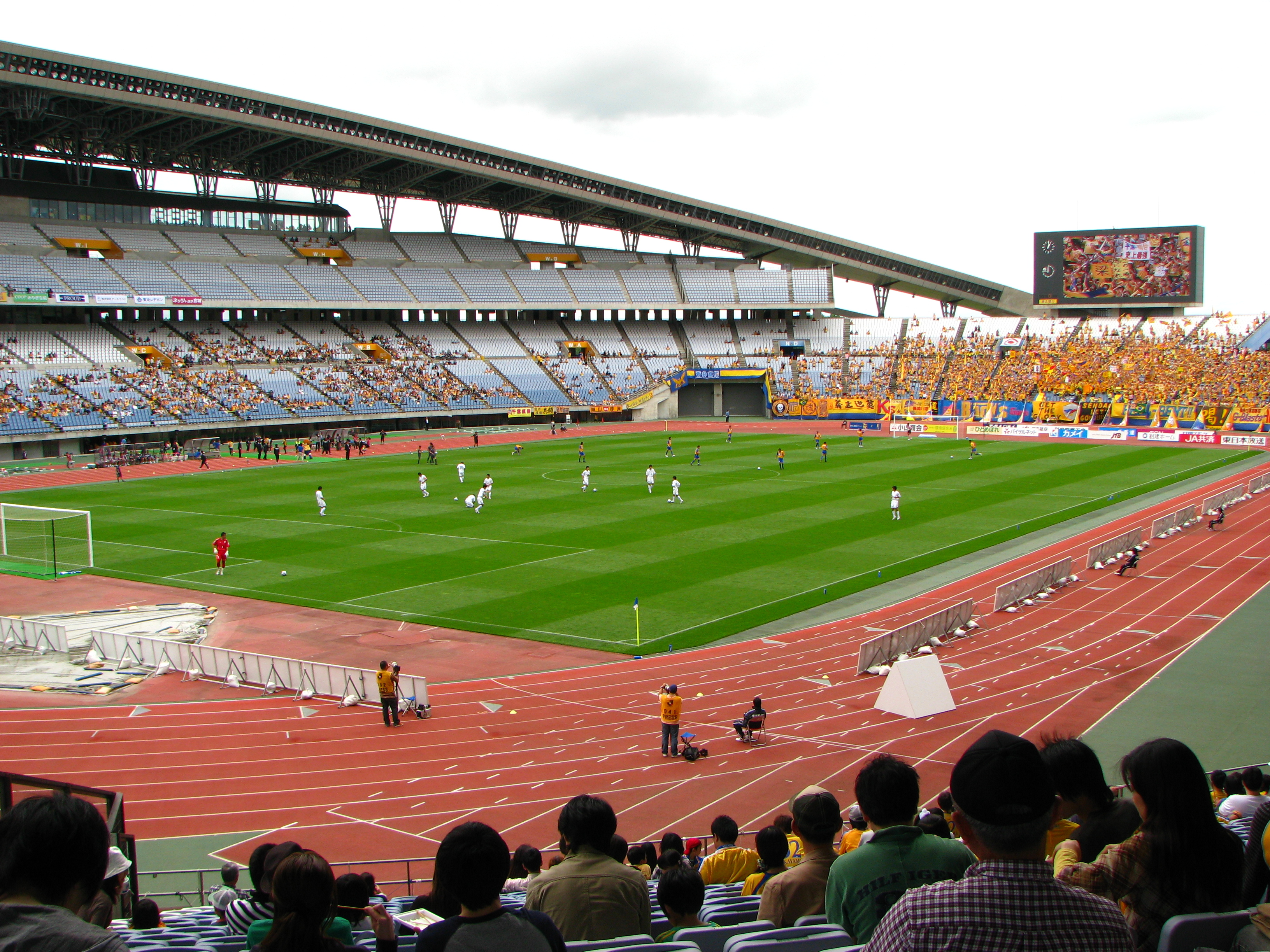
미야기 스타디움

그들의 홈 스타디움은 센다이 이즈미구에 있는 유르텍스타디움 센다이이지만, 몇 번의 홈 경기는 인근의 미야기 스타디움에서 행해지는 때가 있다.
센다이 스타디움은 그 존재감, 편안함, 접근성 면에서 일본 최고의 경기장 중 하나이며, 한때 일본 유명 축구 매체의 평가에서 2위를 차지하기도 했다.
2002년 FIFA 월드컵에서 이탈리아 축구 국가대표팀 사용되었다.
미야기 스타디움은 일본 대표팀뿐만 아니라 2002년 FIFA 월드컵에서 아르헨티나 대표팀이 충격 패퇴를 한 스타디움으로도 유명하다.

## 지지자와 라이벌
대부분의 축구 클럽과 마찬가지로 센다이의 팬들은 경기 내내 노래와 춤을 들을 수 있다. 그러나 다른 클럽의 팬들이 사용하는 대부분의 노래는 보다 절충적인 세트를 위해 기피된다. 모든 경기 전에 부르는 클럽의 테마는 Take Me Home, Country Roads이고, 경기 중에는 변경된 가사가 The Lambrusco Kid by the Toy Dolls, Blitzkrieg Bop, 그리고 KISS와 Twisted Sister의 다른 노래에 맞춰 불린다. Twisted는 지진 재해의 때에 확산되어 세계적으로 유명하게 되었다.
'조조의 기묘한 모험' 작가 아라키 히로히코 씨의 출신지이기 때문에 그것을 모티브로 한 깃발도 볼 수 있다.

### 미치노쿠 더비
센다이의 전통적인 라이벌은 야마가타현의 몬테디오 야마가타이다. 두 사람은 1991년 도호쿠 풋볼 리그에서 만난 이후 라이벌이었다. 도호쿠 더비 중 이 경기는 미치노쿠 더비로 유명하다.

### 도호쿠 더비
도호쿠 지역 팀들의 더비 경기로, 현재 가장 중요한 경기는 베갈타 센다이와 몬테디오 야마가타의 경기다. 이 클래식에 대해 평가된 다른 팀은 블라우블리츠 아키타, 이와테 그루자 모리오카, 이와키 FC이다.

## 성적
| Champions | Runners-up | Third place | Promoted | Relegated |

| Season | League | Tier | Teams | Pos. | W  | D  | L  | Pts | Attendance |
| ------ | ------ | ---- | ----- | ---- | -- | -- | -- | --- | ---------- |
| 1995   | JFL    | 2    | 16    | 15th | 9  | 0  | 21 | 27  |            |
| 1996   | JFL    | 2    | 16    | 6th  | 18 | 0  | 12 | 56  |            |
| 1997   | JFL    | 2    | 16    | 8th  | 15 | 0  | 15 | 40  |            |
| 1998   | JFL    | 2    | 16    | 7th  | 18 | 0  | 12 | 43  |            |
| 1999   | J2     | 2    | 10    | 9th  | 10 | 4  | 22 | 31  | 134,462    |
| 2000   | J2     | 2    | 11    | 5th  | 19 | 2  | 19 | 55  | 177,967    |
| 2001   | J2     | 2    | 12    | 2nd  | 27 | 5  | 12 | 83  | 308,243    |
| 2002   | J1     | 1    | 16    | 13th | 11 | 1  | 18 | 32  | 327,925    |
| 2003   | J1     | 1    | 16    | 15th | 5  | 10 | 15 | 24  | 325,621    |
| 2004   | J2     | 2    | 12    | 6th  | 15 | 14 | 15 | 59  | 356,359    |
| 2005   | J2     | 2    | 12    | 4th  | 19 | 11 | 14 | 68  | 350,544    |
| 2006   | J2     | 2    | 13    | 5th  | 21 | 14 | 13 | 77  | 346,868    |
| 2007   | J2     | 2    | 13    | 4th  | 24 | 13 | 11 | 83  | 352,432    |
| 2008   | J2     | 2    | 15    | 3rd  | 18 | 8  | 16 | 70  | 295,679    |
| 2009   | J2     | 2    | 18    | 1st  | 32 | 10 | 9  | 106 | 336,719    |
| 2010   | J1     | 1    | 18    | 14th | 10 | 15 | 9  | 39  | 294,644    |
| 2011   | J1     | 1    | 18    | 4th  | 14 | 14 | 6  | 56  | 266,144    |
| 2012   | J1     | 1    | 18    | 2nd  | 15 | 12 | 7  | 57  | 282,200    |
| 2013   | J1     | 1    | 18    | 13th | 11 | 11 | 12 | 45  | 252,725    |
| 2014   | J1     | 1    | 18    | 14th | 9  | 14 | 11 | 38  | 257,949    |
| 2015   | J1     | 1    | 18    | 14th | 9  | 17 | 8  | 35  | 234,442    |
| 2016   | J1     | 1    | 18    | 12th | 13 | 17 | 4  | 43  | 262,937    |
| 2017   | J1     | 1    | 18    | 12th | 11 | 15 | 8  | 41  | 250,677    |
| 2018   | J1     | 1    | 18    | 11th | 13 | 15 | 6  | 45  | 242,791    |
| 2019   | J1     | 1    | 18    | 11th | 12 | 5  | 17 | 41  | 254,503    |
| 2020 † | J1     | 1    | 18    | 17th | 6  | 10 | 18 | 28  | 36,113     |
| 2021   | J1     | 1    | 20    | 19th | 5  | 13 | 20 | 28  | 116,884    |
| 2022   | J2     | 2    | 22    | 7th  | 18 | 9  | 15 | 63  | 188,810    |
| 2023   | J2     | 2    | 22    | 16th |    |    |    |     |            |
| 2024   | J2     | 2    | 20    |      |    |    |    |     |            |
| 2025   | ?      |      |       |      |    |    |    |     |            |

## 명예

### 팀
- Tohoku Football League Division 1
  - 우승 (1): 1994 (as Brummell Sendai)
- Regional League Promotion Series
  - 우승 (1): 1994 (as Brummell Sendai)

- J1리그
  - 준우승 (1): 2012
  - 4위 (1): 2011
- J2리그
  - 우승 (1): 2009
  - 준우승 (1): 2001
- J리그컵
  - Semi-finalist (1): 2017
- 천황배 JFA 전일본 축구선수권대회
  - 준우승 (1): 2018
  - 준결승 진출자 (1): 2009
- 페어플레이 상
  - J1: 2013, 2014, 2017, 2018
  - J2: 2008, 2009
- 경기장 잔디 베스트 컨디션 상　J30 베스트 수상
  - 센다이 스타디움: 2016
- J30 베스트 수상
  - 베스트 매치 상: 2023

### 개인
- J리그 베스트 일레븐
  -  Wilson: 2012
- 개인 페어플레이 상
  -  네모토 유이치: 2003
  -  량용기: 2011
- J리그 월간 MVP
  -  아카미네 신고: 2014 (5월)
  -  시망 마테 주니오르: 2019 (6월)
  -  Ryoma Kida: 2022 (5월)
- 월간 베스트 코치
  -  와타나베 스스무: 2019 (6월)
  -  하라사키 마사토: 2022 (5월)
- 월간 최고 목표
  -  량용기: 2015
  -  크리슬란 엔히키 다 시우바 지 소자: 2017
- J리그컵 수상
  -  니시무라 다쿠마: 2017
- 태그호이어 영 건스 어워드
  -  니시무라 다쿠마: 2017
  -  이타쿠라 고: 2018
- J리그컵 득점왕
  -  크리슬란 엔히키 다 시우바 지 소자: 2017
- J2 리그 최고 득점자
  -  Marcos: 2001
  -  험버리토 보르제스: 2006

### 한국 선수
- 김은중: 2003
- 박주성: 2009 - 2012
- 박성호: 2010
- 조병국: 2011
- 이윤오: 2017 - 2018
- 김정야: 2018 - 2020
- 김태현: 2022 -
- 허용준: 2023

### 유명한 선수와 감독
- Edmar: 1995–1997
- 피에르 리트바르스키: 1996–1997
- Branko Elsner: 1997
- 이와모토 데루오: 2001–2003
- 모리야스 하지메: 2002–2003
- Zdenko Verdenik: 2003–2004
- Goce Sedloski: 2004
- 량용기: 2004 - 2019,2022
- 클레베르 슈벵크 티에니: 2005
- Joel Santana: 2006
- 치아구 네베스: 2006
- 험버리토 보르제스: 2006
- 데구라모리 마코토: 2008–2013, 2021
- 야나기사와 아쓰시: 2011–2014
- 그레이엄 아널드: 2014
- 대니 부코비치: 2014
- 마이클 맥글린치: 2014
- 대니얼 슈밋: 2014–2019
- 니시무라 다쿠마: 2015–2018, 2020–2021
- 이타쿠라 고: 2018
- 시망 마테 주니오르: 2019–2021

## 선수 명단

### 현역
참고: FIFA 자격 규정에 따라 소속된 국가대표팀 국기를 표시합니다. 선수는 복수의 FIFA 비회원국 국적을 가지고 있을 수 있습니다.
| 번호 | 포지션 | 국적                   | 이름              |
| ---- | ------ | ---------------------- | ----------------- |
| 1    | GK     |                        | 오바타 유마       |
| 2    | MF     |                        | 아키야마 요스케   |
| 3    | DF     |                        | 후쿠모리 나오야   |
| 4    | DF     |                        | 하치스카 고지     |
| 5    | DF     |                        | 와카사 마사시     |
| 6    | MF     |                        | 에워턴            |
| 7    | FW     |                        | 나카지마 모토히코 |
| 8    | MF     |                        | 마쓰시타 요시키   |
| 9    | FW     |                        | 나카야마 마사토   |
| 10   | MF     | 조선민주주의인민공화국 | 량용기            |
| 11   | MF     |                        | 고가 토모타       |
| 13   | FW     |                        | 야마다 히로토     |
| 14   | MF     |                        | 사가라 류노스케   |
| 15   | DF     |                        | 모습 진계         |
| 16   | MF     |                        | 카토 치히로       |

| 번호 | 포지션 | 국적 | 이름              |
| ---- | ------ | ---- | ----------------- |
| 18   | MF     |      | 키다 료마         |
| 20   | DF     | 한국 | 김태현            |
| 21   | GK     |      | 우메다 육         |
| 22   | DF     |      | 코이데 유타       |
| 23   | GK     |      | 스기모토 다이치   |
| 25   | DF     |      | 마세 타쿠미       |
| 27   | MF     |      | 오나이우 정서     |
| 28   | FW     |      | 스가와라 류노스케 |
| 29   | MF     |      | 쿠도 아오이       |
| 32   | MF     |      | 가마타 히롬       |
| 33   | GK     |      | 하야시 아키히로   |
| 35   | MF     |      | 포기뉴            |
| 41   | DF     |      | 우치다 유토       |
| 50   | MF     |      | 엔도 야스시       |
| 88   | FW     | 한국 | 허용준            |

## 역대 감독
| 감독              | 임기      |
| ----------------- | --------- |
| 쓰나미 사토시     | 2005      |
| 데구라모리 마코토 | 2008~2013 |
| 그레이엄 아널드   | 2014      |
| 데구라모리 마코토 | 2021      |
| 이토 아키라       | 2022~2023 |
| 모리야마 요시로   | 2024~     |

## 마스코트와 치어리더

### 마스코트
- VEGATTA (형제)
  - 그는 "J리그 마스코트 총선"에서 여러 번 우승했으며 꽤 인기가 있다.
  - 그리스 신화에서 승리의 상징으로 클럽 엠블럼에도 사용되는 독수리는 클럽 이름의 유래인 히코보시(알테어)가 속한 독수리자리와 관련이 있다. 이름은 공개 제출로 결정되었다. 매일 업데이트되는 그의 SNS는 축구 팬들 사이에서 많이 사랑 받고 있습니다[2].
- LTAANA (자매)
  - 팀 이름의 유래가 되는 센다이 여름 전통 "센다이 칠석"에서 Vega(오리히메)와 Altair(히코보시)를 위한 "Luta", 칠석을 위한 "Tana", " na"의 행사 날짜이자 생일인 8월 7일[3].

### 치어리더
- 베갈타 치어리더는 주로 "베갈타 센다이"를 응원하고, 많은 행사에 참여하며, 지역에서 최선을 다하는 분들을 위한 응원단으로 계속 활동하고 있다. 센다이 프로 스포츠팀의 치어리더 경력이 가장 긴 그녀는 2003년부터 활동하고 있다.

## 최고의 경기
J크로니클 베스트는 지난 20년간 J리그 '베스트 일레븐', '베스트 골', '베스트 매치'를 선정하는 프로젝트다. 일본 프로 축구 리그 20주년을 기념하여 2013년에 개최된 프로젝트. 언급된 두 게임은 종종 각 매체에서 전설적인 게임으로 소개된다. ①과 ②는 J리그 공식 유튜브 채널에서 '또 보고 싶은 경기'로 ②번도 J크로니클 베스트가 선택한 '베스트 경기 10선'으로 선정됐다.
J30 베스트 수상은 지난 30년간 J리그 MVP, '베스트 일레븐', '베스트 매치', '베스트 골', '베스트 씬'을 선정하는 프로젝트다. ②는 J리그 30년 중 최고의 경기에 선정됐다.
일본 유수의 축구 매체 '축구 다이제스트'에서도 두 사람은 센다이 담당 기자가 뽑은 '제이리그 선발 베스트 3'에 선정됐다. 가와사키를 상대로 동점골을 터트린 센다이의 오타 요시아키는 "동료들의 생각을 포함해 모두가 함께 한 골이었다고 생각한다"고 말했다.
*경기 카드와 경기가 개최된 경기장의 표기는 경기 당시이다.
|   | 경기                                                                       | 개최일/경기장                          | 개요 | 동영상                                                                         | 경기 데이터 |
| - | -------------------------------------------------------------------------- | -------------------------------------- | --- | ------------------------------------------------------------------------------ | ----------- |
| ① | 2001 J League Division 2 Round 44 Kyoto Purple Sanga FC 0-1 Vegalta Sendai | 2001년 11월 18일 니시쿄고쿠 육상경기장 | 비원의 J1 첫 승격 경기. 최종절에서 선두 교토와 3위 센다이의 직접 대결. 도호쿠 지방의 클럽으로서 최초의 J1 승격이 결정.           | 하이라이트 - 유튜브                                                            | 공식 기록   |
| ② | 2011 J League Division 1 Round 7 Kawasaki Frontale 1-2 Vegalta Sendai      | 2011년 4월 23일 도도로키 육상 경기장   | 동일본 대지진에 따른 리그전 중단 새벽의 첫전. 클럽 자신도 엄청난 피해를 입은 센다이가 역전 승리. 등등력으로 클럽 첫 승리를 기록. | 또 보고 싶은 경기 - 유튜브 J 크로니클 베스트 - 유튜브 J30 베스트 수상 - 유튜브 | 공식 기록   |

## 베갈타 하우스
「시치카슈쿠정 빈집 재생 프로젝트：베가르타 하우스를 만들자」는, 클라우드 펀딩 143명, 현지 작업 연장 78명보다 찬동을 받아 2021년 7월에 스타트.
SDGs 기본지침의 목표 11 「살아가는 마을 만들기를」, 목표 17 「파트너십으로 목표를 달성하자」에 맞는 사회 제휴 활동이다.
2022J리그 샬렌! 어워즈에 있어서 일반 투표(Twitter에 의한 RT수)로 1위를 획득하는 등 반향은 크고, 신청하면 숙박도 가능.이것은 J리그의 클럽 활동 중에서 특히 사회에 폭넓게 공유하고 싶은 활동을 표창하는 상이다. VEGATTA'S BLOG에서 최신 정보를 볼 수 있다.(예: 2022년 11월 3일)